# Kshetram
Un kshetram est un point de localisation et de résonance des chakra, situé sur le devant du corps.
C'est un mot d'origine sanskrite. Le kshetram permet au yogi de voir autrement et plus clairement la position des confluents énergétiques que sont les chakra.
Pour le premier chakra, mūlādhāra, le kshetram est le périnée; la localisation pour le deuxième chakra svādhiṣṭhāna est au niveau du coccyx; pour manipura chakra la troisième "roue" le kshetram est au niveau du nombril; pour anāhata, c'est le milieu de la poitrine (le plexus solaire); pour viśuddha, le kshetram est le creux de la gorge ; pour ājñā, c'est la peau entre les sourcils ; pour sahasrāra c'est le sommet du crâne.